# Amtsgericht Oberweißbach
Das Amtsgericht Oberweißbach war ein von 1879 bis 1949 bestehendes Gericht der ordentlichen Gerichtsbarkeit mit Sitz im thüringischen Oberweißbach.

## Geschichte
Anlässlich der Einführung des Gerichtsverfassungsgesetzes am 1. Oktober 1879 kam es im Fürstentum Schwarzburg-Rudolstadt zur Errichtung eines Amtsgerichts zu Oberweißbach, dessen Sprengel aus dem Bezirk des vorhergehenden Justizamts Oberweißbach gebildet wurde und somit aus den Ortschaften Alsbach, Cursdorf, Deesbach, Geiersthal, Goldisthal, Katzhütte, Leibis, Lichte, Lichtenhain, Meura, Meuselbach, Mittelweißbach, Neuhaus am Rennweg, Oberweißbach, Oberhammer, Quelitz, Scheibe, Schmalenbuche und Unterweißbach zusammengesetzt war. Nächsthöhere Instanz war das Landgericht Rudolstadt.
Nachdem Schwarzburg-Rudolstadt 1920 im Land Thüringen aufgegangen war, erhielt das Amtsgericht Oberweißbach am 1. Oktober 1923 die Orte Oelze und Schwarzmühle vom Amtsgericht Gehren, musste aber gleichzeitig die Orte Geiersthal und Lichte an das Amtsgericht Gräfenthal sowie Neuhaus am Rennweg und Schmalenbuche an das Amtsgericht Steinach abgeben.
Mit dem 1. Oktober 1949 wurden das Amtsgericht Oberweißbach aufgehoben und dessen gesamter Bezirk dem Amtsgericht Königsee zugewiesen.